# Short Stirling
De Short Stirling (vernoemd naar de Schotse plaats Stirling) was een Britse bommenwerper gebouwd door Short Brothers. Het was de eerste viermotorige bommenwerper die door de RAF in dienst werd gesteld. Het vliegtuig werd geproduceerd van 1939 tot 1943. In totaal zijn er 2383 exemplaren gebouwd .

## Operationele geschiedenis
In augustus 1940 werd de Stirling in dienst gesteld bij het No. 7 Squadron. De eerste missie was tijdens de nacht van 10 op 11 februari 1941 toen een olieopslag in Vlaardingen werd gebombardeerd. Vanaf de lente van 1942 werd de bommenwerper in grotere aantallen gebruikt. Belangrijke missies van de Stirling waren de bombardementen op de Franse havenstad Brest en de mislukte aanval bij dag op het Duitse slagschip Scharnhorst in de haven van La Pallice op 23 juli 1941. De Stirling had een relatief korte operationele carrière, In november 1943 werd de Stirling wegens te hoge verliezen teruggetrokken uit de eskaders van Bomber Command.en werd het toestel vervangen door de Avro Lancaster.